# NGC 2939
NGC 2939 is een spiraalvormig sterrenstelsel in het sterrenbeeld Leeuw. Het hemelobject werd op 18 januari 1784 ontdekt door de Duits-Britse astronoom William Herschel.

## Synoniemen
- UGC 5134
- MCG 2-25-11
- ZWG 63.22
- IRAS09354+0945
- PGC 27451